# Трессиньо
Трессиньо́ (фр. Tressignaux, брет. Tresigne, галло Trisgnala) — коммуна во Франции, находится в регионе Бретань. Департамент — Кот-д’Армор. Входит в состав кантона Плуа. Округ коммуны — Генган.
Код INSEE коммуны — 22375.

## География
Коммуна расположена приблизительно в 400 км к западу от Парижа, в 115 км северо-западнее Ренна, в 20 км к северо-западу от Сен-Бриё.

## Население
Население коммуны на 2016 год составляло 677 человек.
| 1962 | 1968 | 1975 | 1982 | 1990 | 1999 | 2008 | 2016 |
| ---- | ---- | ---- | ---- | ---- | ---- | ---- | ---- |
| 425  | 445  | 427  | 470  | 512  | 534  | 580  | 677  |

## Экономика
В 2007 году среди 380 человек в трудоспособном возрасте (15—64 лет) 269 были экономически активными, 111 — неактивными (показатель активности — 70,8 %, в 1999 году было 66,0 %). Из 269 активных работали 246 человек (134 мужчины и 112 женщин), безработных было 23 (13 мужчин и 10 женщин). Среди 111 неактивных 40 человек были учениками или студентами, 37 — пенсионерами, 34 были неактивными по другим причинам.

## Достопримечательности
- Часовня Сент-Антуан (XV век). Исторический памятник с 1913 года[3]
- Монументальный крест (XVIII век). Исторический памятник с 1927 года[4]

## Фотогалерея
- Часовня Сент-Антуан
- Монументальный крест
- Карта коммуны